# Monte Mulu
Mulu é uma montanha da Malásia com 2377 m de altitude e situada na ilha de Bornéu.
É a segunda mais alta montanha do estado de Sarawak, apenas atrás do Monte Murud, mas é mais proeminente que esta última. As suas encostas contêm grande biodiversidade, incluindo várias espécies de plantas carnívoras Nepenthaceae.